# 미스터붐박스
미스터붐박스(1990년 12월 26일 ~ )는 대한민국의 래퍼, 가수, 비트박서이다.

## 방송
- 쇼미더머니 1 (2012) - Top7
- 정글의 법칙 in 메르귀 (2019)
- 로또싱어 (2020) - Top12(12위)
- 내일은 미스터트롯 (2020) - Top30(29위)

## 공연
- 뮤지컬 젊음의 행진 (2011~2012)
- 2016 대구해피포유콘서트 (2016)
- 2016 희망나눔콘서트 (2016)
- Beatfighter the 2nd concert (2016)
- 2016 푸드트레일러 페스티벌 (2016)
- 2020 트롯젠틀맨 전국투어콘서트 - 부산 (2020)

## 작사, 작곡
- 고영빈 - 징글정글 (2012) - 작사, 작곡

## 영화
- 잭팟 시즌 2 (2010)

## 경력
- 한국연예사관실용전문학교 MC과 학과장 (2016~2018)